# ژرژ تورنئر
ژرژ تورنئر (فرانسوی: Georges Thurnherr‎; ۱۶ آوریل ۱۸۸۶ – ۶ آوریل ۱۹۵۸) ژیمناست هنری اهل فرانسه بود.